# Externsteine

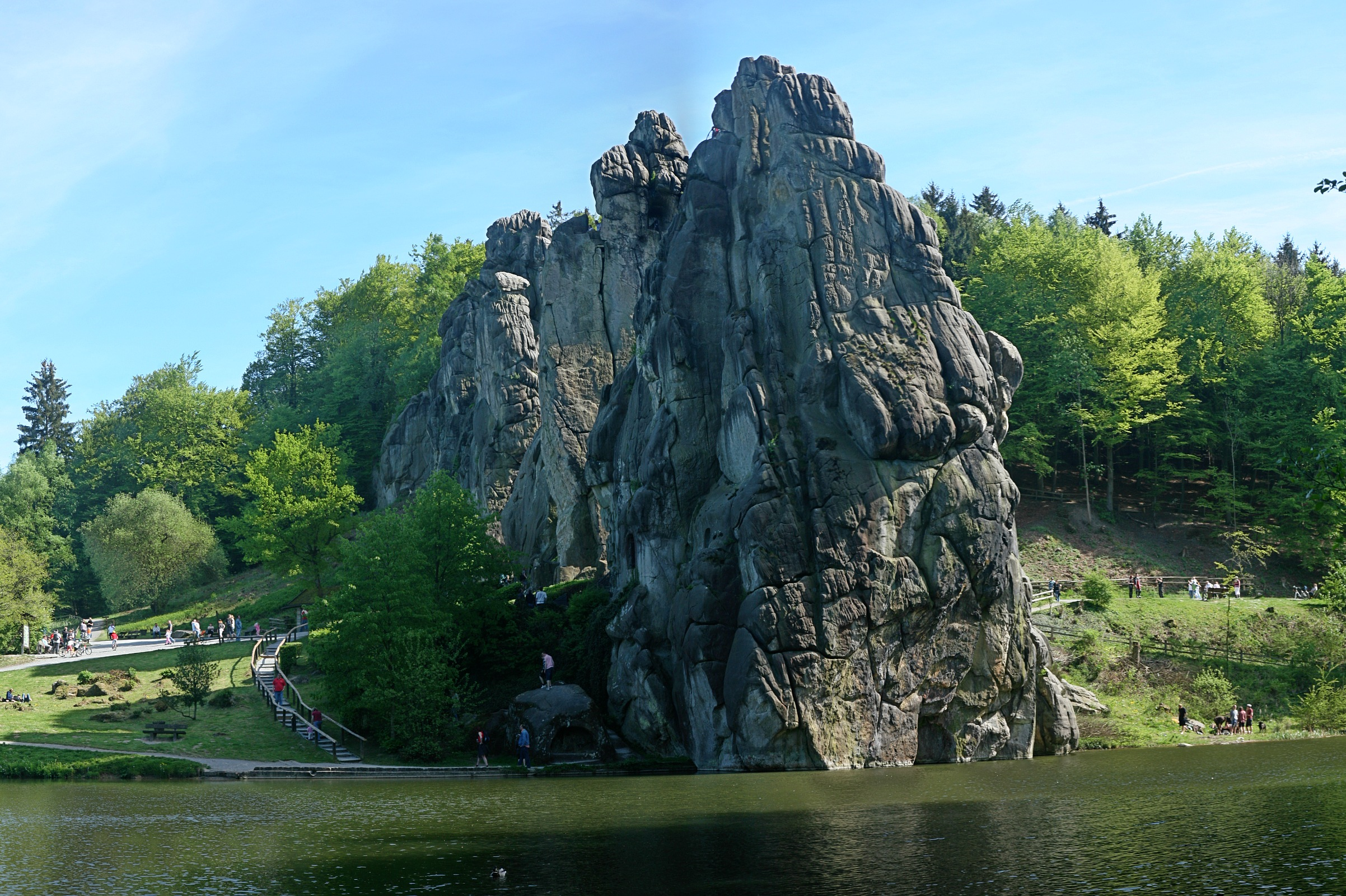

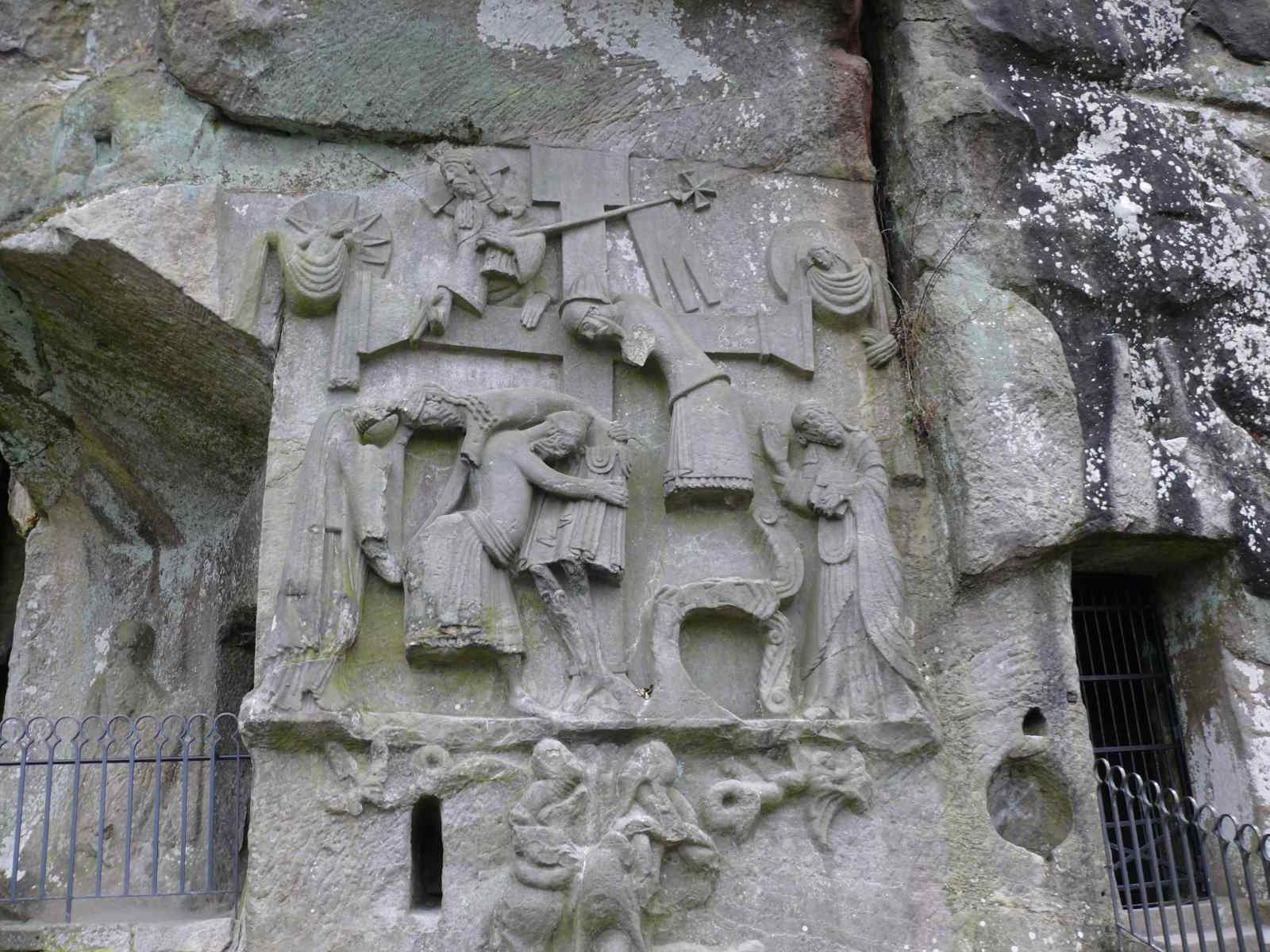
Het reliëf met de kruisafname

De Externsteine vormen een formatie van zandstenen in het Teutoburgerwoud in Duitsland, op het grondgebied van de gemeente Horn-Bad Meinberg, nabij Detmold. De formatie bestaat uit enkele lange stenen, die abrupt uit het heuvelachtige landschap oprijzen. De stenen zijn van zandsteen en zijn ontstaan in het Krijt, ongeveer 120 miljoen jaar geleden. Ze vertonen sterke sporen van door wind, vorst en regen veroorzaakte erosie, en wel van een specifieke vorm van verwering, die in het Engels woolsack erosion en in het Duits Wollsackverwitterung wordt genoemd: de stenen lijken op opeengestapelde wolbalen.
De Externsteine gelden als een bezienswaardigheid in Noordrijn-Westfalen en tevens als voedingsbodem voor een raadsel. Dit komt doordat er sporen van menselijk gebruik uit de middeleeuwen, mogelijk uit de prehistorie, op zijn teruggevonden. 

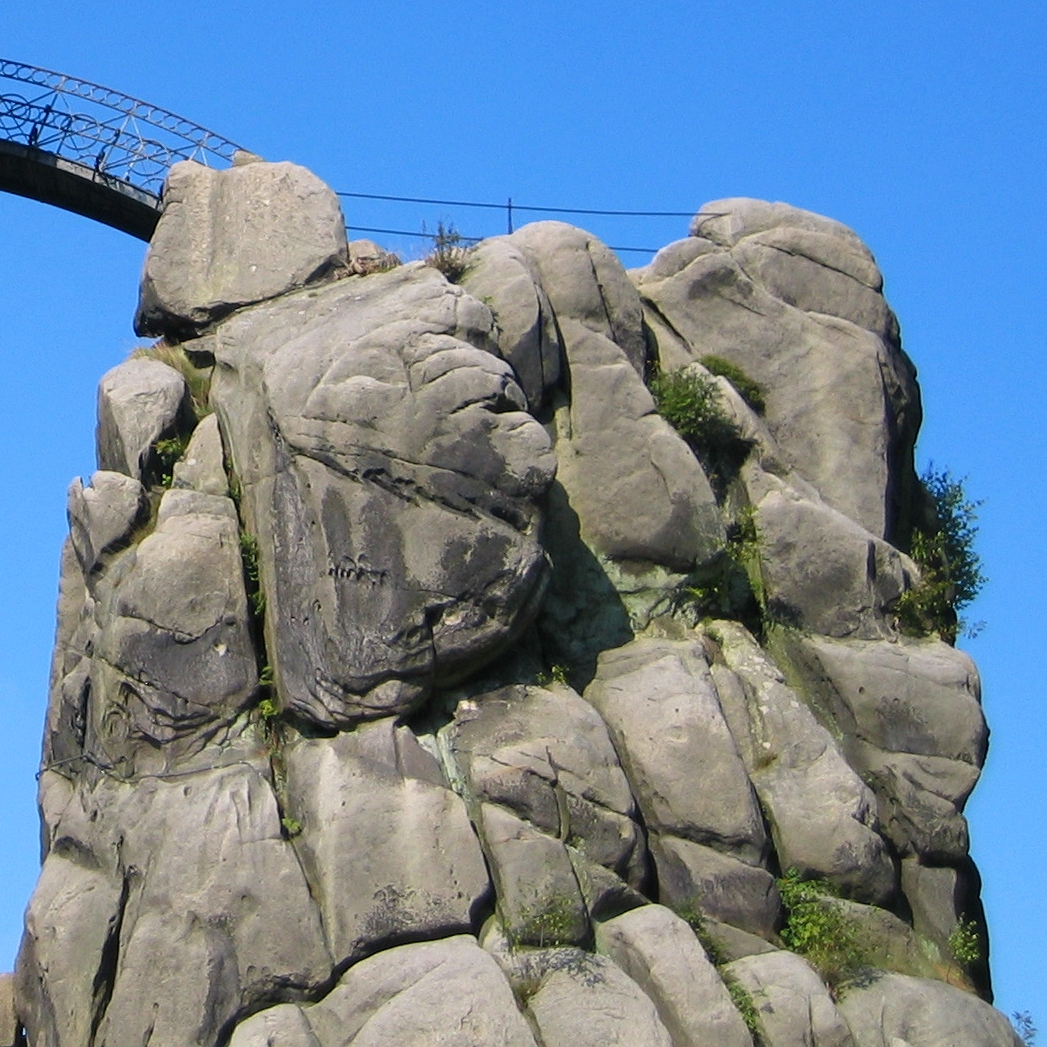
Wollsackverwitterung in een van de Externsteine

## Religieuze en culturele geschiedenis van de Externsteine
Behalve een natuurmonument zijn de Externsteine mogelijk van religieuze of cultureel geschiedkundige waarde. Men stelt steeds opnieuw dat de Externsteine in de steentijd de functie van cultusplaats hadden. Er zijn afslagen en stenen punten uit circa 10.000 v.Chr. gevonden in de omgeving van de rotsen. Deze bewijzen dat er in die periode mensen bij de Externsteine hebben geleefd, maar niet dat de rotsen een cultusplaats in de steentijd waren. Doordat er geen noemenswaardige stukken zijn gevonden die wijzen op een cultische functie van de Externsteine van voor de 10de of de 11de eeuw voor Christus staat een eventuele functie van de rotsen in de steentijd niet vast.
In de 12de eeuw werd volgens een inscriptie een grot in de westelijke rots als kerk ingewijd door de bisschop van Paderborn. Links naast de ingang van die grot bevindt zich een reliëf van de kruisafname van Jezus. Dit is het oudst bewaarde stenen beeld van Duitsland.
De Externsteine staan in de belangstelling van druïden, esoterici, moderne heksen, Keltische geloofsgemeenschappen en Germaanse geloofsgemeenschappen, die er de zonnewendefeesten vieren en de Germaanse goden vereren.

## Neofascistische interesse
Nationaalsocialisten interesseren zich om andere redenen voor de Externsteine; zij zoeken naar gegevens die bewijzen dat er voor de vroege beschavingen in het Middellandse Zeegebied al hoge culturen in het noorden waren. Amateurarcheoloog Wilhelm Teudt dacht in 1935 verkeerdelijk dat hij de Irminsul in de Externsteine gevonden had. Om deze reden werden er bij de Externsteine regelmatig samenkomsten gehouden door personen die er neofascistische interesses op na houden.

## Galerij

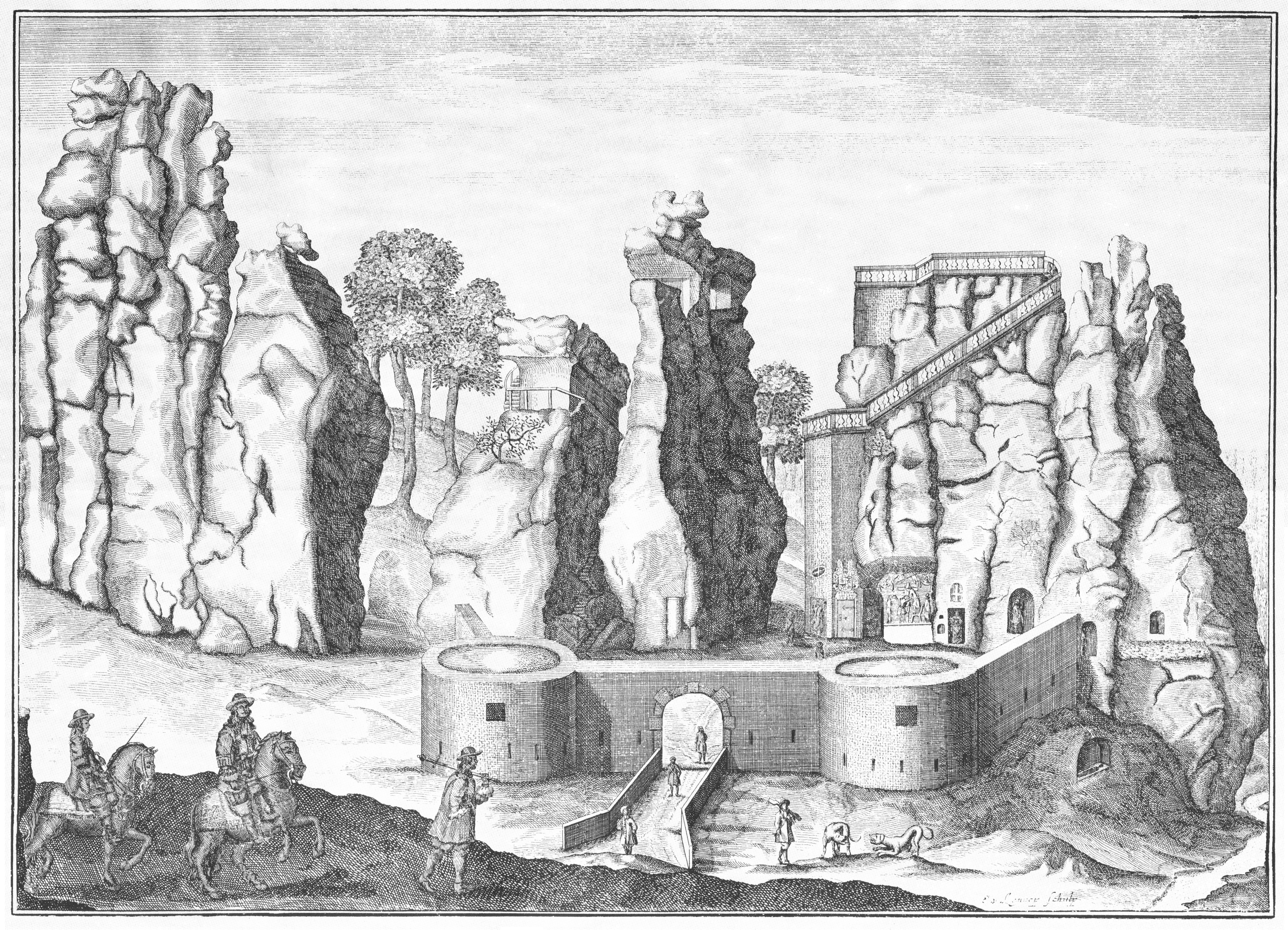
Externsteine, Elias van Lennep, 1663
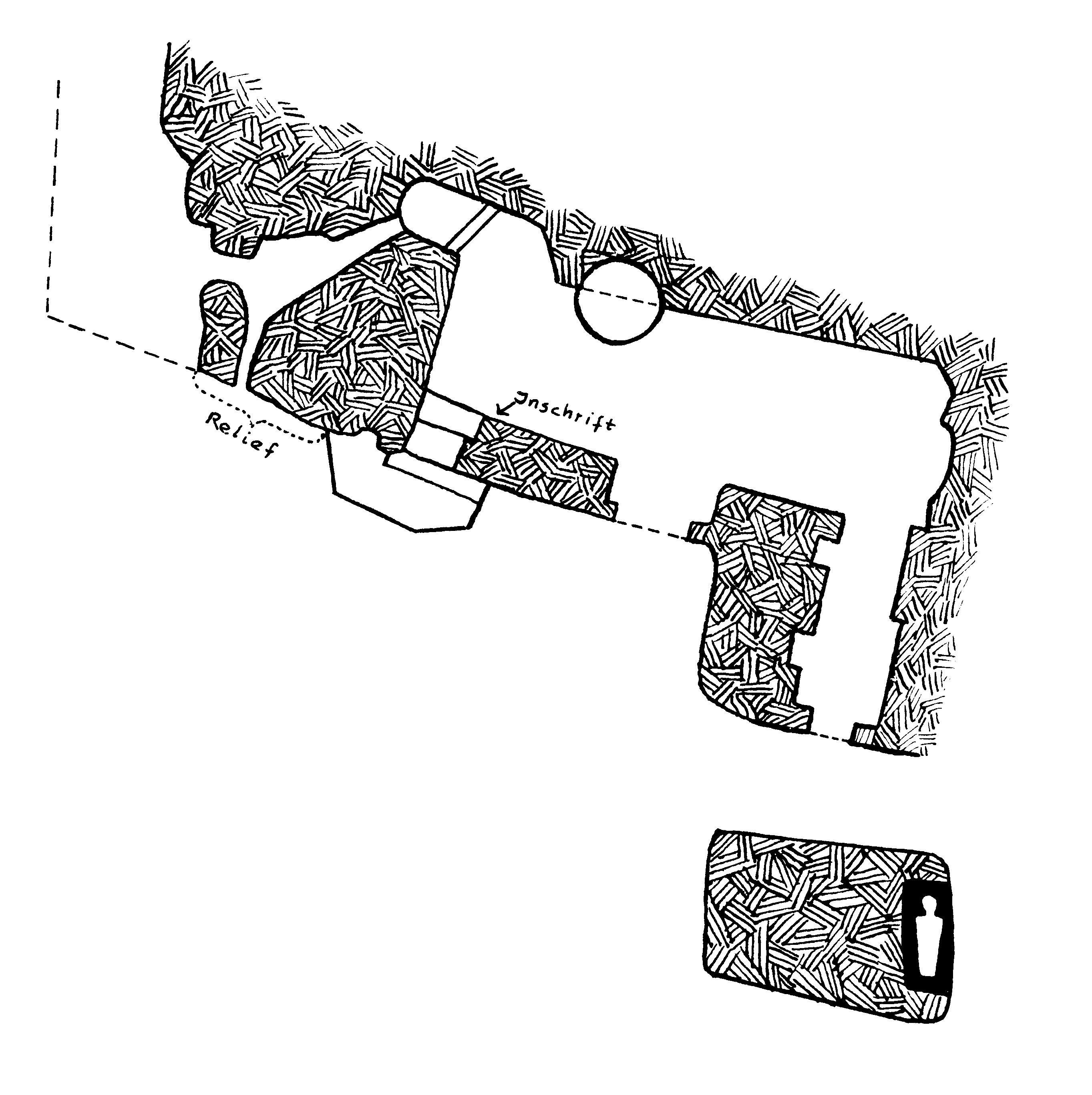
Plattegrond van de grot met reliëf